# آیهود پوسنر
آیهود پوسنر (انگلیسی: Aihud Pevsner; ۱۸ دسامبر ۱۹۲۵ – ۱۷ ژوئن ۲۰۱۸) فیزیک‌دان اهل ایالات متحده آمریکا بود.

## افتخارات
وی همچنین برندهٔ جوایزی همچون کمک‌هزینه گوگنهایم و برنامه فولبرایت شده‌است.